# Adriana Minoliti
Ad Minoliti  (Buenos Aires, 21 de septiembre de 1980) es una artista visual argentina enfocada en la cultura digital. En sus obras utiliza la pintura, las impresiones, el diseño, el video y la instalación artística. Como tema destaca el cuerpo humano y cuestiones de género, mezclando erotismo y geometría.

## Carrera
Egresó de la Escuela Nacional de Bellas Artes Prilidiano Pueyrredón en Buenos Aires. Allí, se interesó por la tradición moderna en pintura, género del que luego se distanció. Estudió varios años con Diana Aisenberg, además hizo talleres con Miguel Harte escultura en resina y realizó seminarios con Rodrigo Alonso, Julia Masvernat, Eva Grinstein y Pablo Vargas Lugo, entre otros.
En 2005, como ganadora del concurso Curriculum 0 del año 2004, realizó su primera muestra individual en la galería Ruth Benzacar. A esta siguieron otras muestras individuales y colectivas.
Desde 2009, es agente del Centro de Investigaciones Artísticas. En 2009 cofundó PintorAS, un colectivo feminista de mujeres pintoras.

## Obra
La crítica de la pintura como género, su uso, contexto e historia, se convirtió en uno de los elementos centrales de su trabajo. Esta perspectiva crítica la vinculó con la teoría y el activismo feminista y queer y con el pensamiento de Donna Haraway.
Sus piezas han sido descritas como "imaginar una utopía transhumana en la que las teorías de género se pueden aplicar al lenguaje pictórico".

## Premios
- 2004: Concurso Curriculum 0
- 2017: Premio UADE a las Artes Visuales.[10]
- 2015: Primer Premio Adquisición del Banco Central.[11]